# Дисонанс
Дисонанс (музика) (от френски: dissonanse – „несъзвучие“) в музиката е хармоничен интервал, при чието прозвучаване се получава впечатление на несъгласуваност, острота, неравновесие на звучащите тонове, незавършеност и необходимост от музикално разширение. Остротата на дисонанса зависи от броя на биенията, които се получават между обертоновете на звучащите едновременно тонове.
Дисонансни интервали, които могат да се получат в даден акорд са:
- големи и малки секунди,
- големи и малки септими,
- всички увеличени и умалени интервали.

Дисониращи акорди са тези, които съдържат поне един дисониращ интервал, без значение на обръщението, т.е. акорди, които съдържат чужд на прилежащата мелодия тон.
Композиторите нерядко използват дисонанса като вид разнообразие от останалото. В произведения на по-съвременни композитори дисонансът играе много важна роля за възприемането на произведението от публиката.